# Raionul Basarabeasca
Raionul Basarabeasca este un raion în partea sudică a Republicii Moldova. Capitala sa este Basarabeasca.

## Demografie

### Statistici vitale
Principalii indicatori demografici, 2013:
- Natalitatea: ▼236 (8.2 la 1000 locuitori) - cea mai scăzută rată din Republica Moldova
- Mortalitatea: ▼340 (11.8 la 1000 locuitori)
- Spor natural: -104

### Structura etnică
| Grup etnic | Populație | % Procentaj* |
| ---------- | --------- | ------------ |
| Moldoveni  | 20,218    | 69.77%       |
| Ruși       | 2,568     | 8.86%        |
| Găgăuzi    | 2,220     | 7.66%        |
| Ucraineni  | 1,948     | 6.72%        |
| Bulgari    | 1,544     | 5.33%        |
| Țigani     | 216       | 0.75%        |
| Români     | 70        | 0.24%        |
| Alții      | 184       | 0.67%        |

Aceste date sunt cele ale nomenclaturii etnice din Republica Moldova, conformă Constituției republicane care potrivit definiției sovietice, deosebește Moldovenii din fosta URSS de cei din România (Moldova românească) și de ceilalți români ; persoanele care totuși se declară români în Republica Moldova (cum au putut s-o facă la recesământul din 5-12 octombrie 2004) sunt de fapt tot cetățeni ai Republicii, deoarece Românii de cetățenie română rezidând în Republică, nu sunt numărați în recensământ.
Conform datelor recensământului din 2014, populația raionului este de 23,012 locuitori ..
| Grup etnic | Populație |
| ---------- | --------- |
| Moldoveni  | 15,085    |
| Români     | 1,160     |
| Ucraineni  | 1,242     |
| Ruși       | 1,919     |
| Găgăuzi    | 1,675     |
| Bulgari    | 1,120     |
| Romi       | 218       |
| Alții      | 125       |
| Nedeclarat | 468       |

## Diviziuni administrative
Raionul Basarabeasca are 10 localități: 1 oraș, 6 comune și 3 sate.

## Administrație și politică
Președintele raionului Basarabeasca este Natalia Cara (PSRM), aleasă la 19 februarie 2024.
Componența Consiliului raional Basarabeasca (27 de consilieri), ales la 5 noiembrie 2023, este următoarea:
|  | Partid                                       | Consilieri | Componență | Componență | Componență | Componență | Componență | Componență | Componență |
|  | -------------------------------------------- | ---------- | ---------- | ---------- | ---------- | ---------- | ---------- | ---------- | ---------- |
|  | Partidul Socialiștilor din Republica Moldova | 7          |            |            |            |            |            |            |            |
|  | Partidul Acțiune și Solidaritate             | 7          |            |            |            |            |            |            |            |
|  | Partidul „Renaștere”                         | 3          |            |            |            |            |            |            |            |
|  | Platforma Demnitate și Adevăr                | 3          |            |            |            |            |            |            |            |
|  | Partidul Nostru                              | 3          |            |            |            |            |            |            |            |
|  | Partidul Liberal Democrat din Moldova        | 2          |            |            |            |            |            |            |            |
|  | Marian Răcilă (independent)                  | 1          |            |            |            |            |            |            |            |
|  | Partidul Comuniștilor din Republica Moldova  | 1          |            |            |            |            |            |            |            |